# Кеосаян, Тигран Эдмондович
Тигра́н Эдмо́ндович Кеосая́н (род. 4 января 1966, Москва) — советский, российский и армянский актёр кино и телевидения, кинорежиссёр, сценарист, продюсер, режиссёр видеоклипов, телеведущий и пропагандист. Сын советского кинорежиссёра и сценариста Эдмонда Гарегиновича Кеосаяна (1936—1994), режиссёра известного советского фильма «Неуловимые мстители». Автор и ведущий программы «Международная пилорама». Заслуженный деятель искусств Российской Федерации (2024). Заслуженный артист Российской Федерации (2025).
В 2022 году, после вторжения России на Украину, Европейский союз, Великобритания, Канада и ряд других стран ввели против Кеосаяна персональные санкции. В июне 2022 года МИД Казахстана включил Кеосаяна в список нежелательных персон.

## Биография
Родился 4 января 1966 года в Москве, в семье кинематографистов. Отец — кинорежиссёр Эдмонд Кеосаян (1936—1994), мать — актриса Лаура Геворкян (род. 1939). По национальности — армянин.
В 1983 году окончил среднюю школу и трудоустроился на киностудию «Мосфильм».
В 1984 году поступил на режиссёрский факультет Всесоюзного государственного института кинематографии (ВГИКа), обучался в мастерской профессора И. В. Таланкина. Учёба прерывалась призывом на срочную военную службу (в те годы студенты большинства институтов не получали отсрочки). Служил в войсках ПВО в подмосковной Балашихе. После увольнения из армии восстановился в вузе. Его однокурсниками были Александр Баширов, Фёдор Бондарчук, Рената Литвинова и Иван Охлобыстин. 
С 1987 года снимался в эпизодах в кино.
Учась во ВГИКе, поставил свой первый художественный фильм «Солнечный берег» (1988) продолжительностью восемнадцать минут. В этой картине снялся Фёдор Бондарчук. Драма была посвящена солдату-срочнику, который бежит из армии, не выдержав «дедовщины». 
В 1992 году снимает свой первый полнометражный фильм «Катька и Шиз».
В 1993 году Тигран Кеосаян вместе с братом Давидом создаёт рекламное агентство «Gold Vision», где вместе со своим институтским другом Фёдором Бондарчуком активно занимается производством музыкальных видеоклипов и рекламных роликов. Сотрудничал с такими деятелями российского шоу-бизнеса, как Ирина Аллегрова, Михаил Шуфутинский, Игорь Саруханов, Наталья Ветлицкая. Со временем стал отходить от клипмейкерства, всё больше переключаясь на работу режиссёра кино.
Активная творческая работа привела к задержке завершения образования: только в 1998 году он окончил режиссёрский факультет Всероссийского государственного института кинематографии имени С. А. Герасимова (ВГИК) (курс народного артиста СССР Юрия Николаевича Озерова). 
Широкую известность Кеосаяну принесли такие его режиссёрские киноработы, как лирическая новогодняя комедия «Бедная Саша» (1997) с Александром Збруевым и Верой Глаголевой в главных ролях, а также приключенческий телесериал «Мужская работа» (2001), повествующий о военной службе спецназа ГРУ в Чечне.
В мае 2000 года «Gold Vision» сливается с продюсерским центром «Видео Интернешнл», тем самым образуется «Студия 2В». Братья Кеосаяны сотрудничали с данной компанией, снимая и продюсируя различные сериалы и фильмы, вплоть до весны 2004 года.
В 2003 и 2004 годах Кеосаян был членом жюри телевизионного музыкального проекта телеканала «Россия» «Народный артист».
С 2007 года работает телеведущим. С марта 2007 по ноябрь 2009 года — ведущий авторского ток-шоу «Вечер с Тиграном Кеосаяном» (позже — «…с Тиграном Кеосаяном») на «РЕН ТВ». В декабре 2007 года выступил на том же канале в качестве соведущего (в паре с Эвелиной Блёданс) новогоднего шоу «Новый год наоборот». Сотрудничество телеканала с Кеосаяном было прервано по решению холдинга «Национальная Медиа Группа» (НМГ) в связи с изменением концепции вещания на «РЕН ТВ».
С 2009 по 2010 год вместе со своей супругой Алёной Хмельницкой вёл телешоу «Ты и я» о тайнах семейной жизни звёзд на телеканале «Россия».
С декабря 2009 по декабрь 2010 года — исполнительный продюсер телеканала «ДТВ». С 18 января по 31 мая 2010 года — ведущий авторского ток-шоу «Горячий вечер с Тиграном Кеосаяном» на том же канале. При Кеосаяне на телеканале появились программы «Разрушители пословиц», «Департамент собственной безопасности», «Дорожные войны» и «Улётное видео по-русски», а также сериалы «Однажды в милиции» и «Невидимки».
В 2011 году ненадолго вернулся на «РЕН-ТВ». С 7 ноября по 23 декабря 2011 года — ведущий ток-шоу «Хватит молчать!». После закрытия данной программы в течение следующих четырёх лет Кеосаян не появлялся на экране в роли телеведущего и сконцентрировался на кинобизнесе, восстановив свой прежний актив — студию «Голд Вижн».
3—4 октября 2014 года принял участие в театрализованных онлайн-чтениях «Каренина. Живое издание».
С 3 сентября 2016 года — ведущий вечернего развлекательного сатирического шоу «Международная пилорама» на телеканале «НТВ»; заявленной тематикой программы названо освещение с юмором событий мировой политики.

## Состояние здоровья
Тигран Кеосаян пережил два обширных инфаркта миокарда — в 2008 и 2010 годах.
В конце декабря 2024 года госпитализирован в отделение интенсивной терапии одной из московских кардиологических клиник, где, несмотря на все усилия медицинского персонала, перенёс клиническую смерть. Около месяца находился в коме, жизнедеятельность головного мозга и других органов поддерживалась с помощью специализированной аппаратуры. Ряд экспертов-кардиологов высказали опасения, что столь долгое пребывание в коматозном состоянии уже с большой долей вероятности привело к необратимым патологическим изменениям в работе организма. 30 января 2025 года стал реагировать на внешние раздражители.
По состоянию на начало июня 2025 года Кеосаян общался движениями глаз, был способен пошевелить рукой, но врачи по-прежнему не давали никаких прогнозов.

## Семья и личная жизнь
Отец — Эдмонд Кеосаян (9 октября 1936 — 21 апреля 1994), кинорежиссёр, сценарист. Мать — Лаура Геворкян (Кеосаян) (род. 28 января 1939), актриса театра и кино.
Брат — Давид Кеосаян (10 апреля 1961 — 19 октября 2022), киноактёр, кинорежиссёр, сценарист и продюсер.
Племянница — Лаура Кеосаян (род. 8 февраля 1982), актриса театра и кино.
Встречался с Натальей Ветлицкой (род. 1964), тогда же снял вместе с Фёдором Бондарчуком ей клип на песню «Посмотри в глаза».
Первая жена (с 1993 по 2014 годы) — Алёна Хмельницкая (род. 12 января 1971), актриса театра и кино, телеведущая. Поженились в 1993 году. В браке, который продлился двадцать один год, родились две дочери: Александра (род. 1994) и Ксения (род. 7 июля 2010). Супруги официально развелись в 2014 году.
Вторая жена (с 2022 года) — Маргарита Симоньян (род. 6 апреля 1980), журналист, главный редактор телеканала «RT» и МИА «Россия сегодня». Фактически живут вместе с 2012 года. У супругов — трое детей: дочь Марьяна (род. 12 августа 2013), сын Баграт (род. 27 сентября 2014), дочь Маро (род. 19 октября 2019).

## Персональные санкции
- 28 февраля 2022 года, после вторжения России на Украину, Тигран Кеосаян был включён в санкционные списки Европейского союза (ЕС) за поддержку политики, подрывающей территориальную целостность Украины и угрожающей её независимости и суверенитету[46][47]:

… [в своей телепрограмме Тигран Кеосаян] «последовательно изображал Украину как слабую и коррумпированную страну, которая держалась только благодаря помощи Запада. … Он предполагал, что украинские власти нелегитимны. Он неоднократно утверждал, что Крым принадлежит России и что Донбасс не часть Украины.»— «Официальный журнал Европейского союза», Брюссель, 28 февраля 2022 года.
- С 4 марта 2022 года находится в санкционном списке Швейцарии[49][50].
- 15 марта 2022 года внесён в санкционный список Великобритании за распространение кремлёвской дезинформации о войне России против Украины[51][52].
- 25 марта 2022 года Министерство иностранных дел и торговли Австралии ввело автономные санкции в отношении Тиграна Кеосаяна и ряда других граждан России, поскольку они «распространяют дезинформацию в попытках узаконить неспровоцированное и незаконное вторжение на Украину»[53].
- 27 апреля 2022 года Министерство иностранных дел Казахстана объявило о намерении включить Тиграна Кеосаяна в список лиц, нежелательных для въезда в Республику Казахстан, после его высказываний о позиции казахстанских властей относительно вторжения России на Украину. Несколькими днями ранее на своём YouTube-канале Кеосаян по вопросу принятия казахстанскими властями решения не проводить 9 мая 2022 года в республике парад Победы заявил, что «братским странам нужно определяться и занимать сторону» в противостоянии России с США и НАТО, а «Москве — внимательно смотреть, кто с ней, а кто нет»[54][55].
- 24 июня 2022 года Министерство иностранных дел Казахстана включило Тиграна Кеосаяна в список «нежелательных для въезда лиц» в страну, в котором также есть «террористы»[56][57][58].
- 7 июля 2022 года Министерство международных дел Канады внесло его в санкционный список спонсируемых государством лиц, распространяющих дезинформацию и пропаганду[59][60].
- 19 октября 2022 года внесён в санкционный список Украины как журналист, распространяющий антиукраинскую пропаганду в российских СМИ[61].

## Творчество

### Актёрские работы
- 1971 — Корона Российской империи, или Снова неуловимые — эпизод
- 1989 — Сталинград — советский солдат
- 1991 — Джокер — Ашир
- 2000 — Ландыш серебристый — посетитель в клубе
- 2002 — Главные роли — Никита Бакрадзе
- 2005 — Любовница — Сергей Земцов
- 2006 — Жара — продавец цветов
- 2007 — Трюкачи — камео
- 2009 — Счастливы вместе — продюсер сериала «Любовная любовь»
- 2012 — Три товарища — Всеволод (в титрах не указан)
- 2013 — Море. Горы. Керамзит — камео
- 2017 — Актриса — режиссёр
- 2018 — Крымский мост. Сделано с любовью! — ведущий телепередачи

#### Участие в музыкальных видеоклипах
- 1995 — Тигран Кеосаян снялся в клипе Софии Ротару на песню «Ночной мотылёк».

### Режиссёрские работы

#### Фильмы
- 1992 — Катька и Шиз
- 1996 — Дела смешные, дела семейные
- 1997 — Бедная Саша[6]
- 1999 — Президент и его внучка
- 1999 — Директория смерти
- 2000 — Ландыш серебристый[62]
- 2001 — Мужская работа[63]
- 2002 — Мужская работа 2
- 2004 — Ландыш серебристый 2
- 2006 — Заяц над бездной
- 2008 — Мираж
- 2011 — Ялта-45
- 2012 — Три товарища
- 2013 — Море. Горы. Керамзит[64][65]
- 2017 — Актриса
- 2018 — Крымский мост. Сделано с любовью!
- 2021 — Бессмертные[66]

#### Музыкальные видеоклипы
- «Посмотри в глаза» — Наталья Ветлицкая (вместе с Фёдором Бондарчуком)
- «Белая песня» — Диана (Ирина Нельсон)
- «Скрипка-лиса» (1997) (первоначальное название песни — «Скрип колеса»; музыка — Игорь Саруханов, автор слов — Александр Новиков)[67][68].
- «Соседка» — Михаил Шуфутинский
- «Картонные крылья любви» — группа «Машина времени»
- «Ты знаешь, мама» — Диана Гурцкая
- «Я тебя отвоюю» — Ирина Аллегрова

#### Другие работы
- 1990 — рекламный ролик Московского вентиляторного завода (МОВЕН)
- 2000 — «Новый», спектакль
- 2003 — «12 стульев», мюзикл

### Сценарные работы
- 1996 — Дела смешные, дела семейные
- 2000 — Ландыш серебристый

### Продюсерские работы
- 2012 — Три товарища
- 2012 — Многодетная семья
- 2013 — Общага

### Участие в телепроектах
- В октябре 2007 года вместе с супругой Алёной Хмельницкой и дочерью Александрой участвовал в качестве игрока в 4-м выпуске спортивного шоу «Стенка на стенку» на «Первом канале»[69].
- В 2016 году являлся членом жюри четвёртого сезона шоу «Один в один!» на телеканале «Россия-1»[70].
- 31 декабря 2016 года состоялся показ новогоднего выпуска программы «Своя игра» на телеканале «НТВ», в которой Кеосаян принял участие как ведущий канала и одержал победу, обыграв Сергея Малозёмова (ведущего программ «Чудо техники» и «Еда живая и мёртвая») и Джона Уоррена (ведущего программы «Поедем, поедим!»)[71].

#### Телепроекты телеканала «НТВ»
- 2015 — «Кофе с молоком»[72]
- 2015 — «Пропаганда» с Еленой Милинчич
- с 2016 — «Международная пилорама»
- с 2019 — «Своя правда» с Романом Бабаяном

## Критика
В конце 2000-х — начале 2010-х годов телевизионная критика достаточно благосклонно отзывалась о Тигране Кеосаяне, характеризуя его как телеведущего, «полностью лишённого дешёвого кокетства и искреннего в своём желании разобраться».
С 2016 года работу Кеосаяна в качестве ведущего развлекательной программы «Международная пилорама» на канале НТВ неоднократно критиковала телекритик и обозреватель «Новой газеты» Ирина Петровская:
Теперь Тигран Кеосаян (а речь именно о нём), отринув интеллигентские условности, упивается открывшимися на старости лет возможностями безнаказанно и открыто произносить слова, за которые в его прежней среде он бы получил по губам, и радость от приобретённой свободы нашего неофита буквально распирает. Сам говорит — и сам же счастливо и препохабно хихикает, напоминая младшего школьника, шокирующего родителей сделанными в подворотне лингвистическими открытиями».
Той же точки зрения придерживается обозреватель и заместитель главного редактора еженедельника «Собеседник» Ольга Сабурова:
…его последняя программа – верх подобострастия и пошлости. До такой низости не опускался даже радиоактивный Дмитрий Киселёв. Стыдно и неловко за то, что звучит с экрана, становится уже с первых секунд передачи. <…> Ведущий матерится чуть не через слово. Как думает – так и говорит: развязно, похабно и без тени стеснения. Он и не подозревает, какое чувство брезгливости испытывают, глядя на него, зрители. Кеосаян уверен: сыпя идиотскими шутками, он выглядит крутым, бесстрашным и остроумным. Откуда эта уверенность?»
Тележурналист Владимир Кара-Мурза-старший в своей статье также раскритиковал Кеосаяна, заявив, что ведущий в программе «Международная пилорама» «в очередной раз пробил дно», ибо «произносить в эфире такие фразы, какие он себе позволяет, недостойно не то что телеведущего, а и любого приличного человека».
Обозреватель газеты «Московский комсомолец» и блогер радио «Эхо Москвы» Александр Мельман сравнил Кеосаяна с известным американским теле- и радиоведущим Говардом Стерном:
Так вот, Кеосаян — это наш Говард Стерн, спешите видеть. И не словечки на «г» и на «ж» тут важны — дурное дело нехитрое. Главное — какой это юмор. Если качественный, тогда всё в порядке. А вот этим Тигран может похвастаться далеко не всегда. Но в последнее время у него что-то получается… <…> Он просто взял и поставил нашего любимого президента в общий контекст, то есть создал мир человечков из Солнечного города, где все как бы на равных».
В 2018 году Кеосаян так объяснил своё участие в программе:
Слушайте, это чистое хобби и возможность, благодарен ребятам, каналу, Лёше Земскому и Тиме Вайнштейну, это возможность говорить то, как я хочу, то, о чём я хочу, в большинстве своём, да не в большинстве, а обо всём, в принципе. И это хобби. Упаси господь мне всерьёз подумать, что это моя профессия. Она была первая, моё пришествие на телевидение имеется в виду, когда на «Рене» я выходил. Это же разные форматы абсолютно, вы же понимаете. Там общественно-политическая была, на «Рене», а здесь это чистый Comedy Channel, Джон Стюарт там и так далее. Это хобби. Моя профессия – режиссёр.

В 2022 году на фоне российского вторжения на Украину Кеосаян высказался с оскорбительными претензиями в адрес Казахстана, воздержавшегося от однозначной поддержки российской агрессии. В частности, Кеосаян требовал от местного правительства «определиться» и занять сторону, а «неопределившихся, подающих однозначно недружественные — это раз, — или неоднозначные сигналы, ну что же делать, относить к нашим врагам. По крайней мере в экономических и информационных доктринах». Другое скандальное высказывание телеведущего в адрес Казахстана: «На Украину гляньте внимательно, подумайте серьёзно». В ответ МИД Казахстана заявил:
Возможно, его заявление отражает взгляды определённой части российской общественности и политического истеблишмента, но никак не соответствует духу и содержанию сотрудничества между нашими странами и имеющимся договорённостям на уровне глав государств, отравляют атмосферу добрососедских взаимоотношений и играют на руку противникам стратегического партнёрства. Полагаю, он будет включён в список лиц, нежелательных для въезда в Казахстан.
Согласно расследованию команды Алексея Навального от 2023 г., интернет-программы Кеосаяна («Роскомнадзор Free» и «Снято») и его супруги (ЧТД) оплачиваются мэрией Москвы через программу Мой район. За 2020—2021 гг. семья получила 440 млн руб., сами программы прерываются рекламой новых школ искусств и галерей в московских районах.

## Награды
- Заслуженный артист Российской Федерации (24 января 2025 года) — за вклад в развитие отечественной культуры и искусства, многолетнюю плодотворную деятельность[84].
- Заслуженный деятель искусств Российской Федерации (12 апреля 2024 года) — за большой вклад в развитие отечественной культуры и искусства, многолетнюю плодотворную деятельность[85][86].